# Szakál Ádám
Szakál Ádám Márton (Gödöllő, 1978. november 12.–) magyar piarista szerzetes, tanár, tartományfőnök.

## Életrajza
Gödöllőn töltötte gyermekkorát, majd középiskolai tanulmányait a kecskeméti piaristáknál végezte. Érettségi után, 1997-ben belépett a piarista rendbe, ahol 2004-ben örökfogadalmat tett, 2005-ben pedig pappá szentelték. Eközben teológiát tanult a Sapientia Szerzetesi Hittudományi Főiskolán, illetve 2007-ben földrajz–történelem szakos tanári diplomát szerzett az Eötvös Loránd Tudományegyetemen.
Tanári munkáját 2005-ben kezdte a budapesti piarista gimnáziumban. Osztályfőnökként 2007-től két osztályt vitt végig (7-től 12. osztályig), harmadik osztálya 2019/2020-ban volt 7. osztályos. 
Eközben továbbra is a budapesti Kalazantinum növendékház közösségének tagja maradt, mint a magiszter sociusa, majd pedig 2011-től 2013-ig házfőnök. Ekkor, 2011-től vette át a budapesti piarista kápolna igazgatását is. 2012-től a gimnázium egyik igazgatóhelyettese lett, 2015 és 2019 között pedig a Kalazancius Mozgalom budapesti koordinátora volt. 
A diákok és a szülők szolgálatkész, segítőkész, nagyon sokat dolgozó, innovatív és új megoldásokon gondolkodó szerzetestanárt ismertek meg személyében. Nagyon szeret kirándulni, osztályainak is gyakran szervezett gyalog-, kerékpár- és vízitúrát. Szívügye a fiatalok evangelizálása: a piarista rend ifjúsági csoportjainak, a Kalazancius Mozgalomnak  elindításában is nélkülözhetetlen szerepet vállalt.
A magyar rendtartomány vezetésében 2015-től vett részt, amikor a tartományi káptalanon ifjúságpasztorációért és hivatásgondozásért felelős asszisztenssé választották. Négy év után, a következő káptalanon e tisztségbe nem választották meg ismét, viszont ifjúságpasztorációért felelős tartományfőnöki delegátusnak és a tartományi Ifjúságpasztorációs Szolgálat Bizottság vezetőjévé nevezték ki, illetve ismét a Kalazantinum házfőnöke lett.
Miután 2020. szeptember 3-án Szilvásy László tartományfőnök lemondott, Pedro Aguado piarista rendfőnök és a generálisi kongregáció szeptember 18-án őt nevezte ki magyarországi tartományfőnökké. Ekkor megvált házfőnöki, igazgatóhelyettesi, osztályfőnöki, kápolnaigazgatói és delegátusi feladataitól, de megmaradt a budapesti piarista gimnázium óraadó tanárának. A gödi rendházba költözött, onnét járt be három éven át Budapestre a rendtartomány ügyei intézni és tanítani.
A magyarországi piarista rendtartomány következő, Mátraverebély-Szentkúton tartott káptalanja 2023. február 28-án Zsódi Viktort választotta tartományfőnöknek. Szakál Ádám ismét a Kalazantinum rendházi közösség tagja, a piarista szerzetesnövendékek magisztere lett, miközben továbbra is tanít a budapesti piarista gimnáziumban.

## Írásai
- A pesti piaristák a Tanácsköztársaság idején.  Budapesti Piarista Gimnázium évkönyve,   (2007/2008)   12–30. o.
- A pesti piaristák a Tanácsköztársaság idején. In  A piarista rend Magyarországon. Budapest: Szent István Társulat. 2010.   185–200. o. = Művelődéstörténeti Műhely, Rendtörténeti konferenciák,  6.
- A magyar piaristák és a Tanácsköztársaság. Szerk. Koltai András. Budapest: Piarista Rend Magyar Tartománya. 2013.  = Magyarország piarista múltjából,  7.

## Interjúk
- Beniczky Tamás:  „Elég jól kell csinálni, nem tökéletesen”: Interjú Szakál Ádám piarista tartományfőnökkel. PiariNsta (2020)
- Trauttwein Éva:  Az iskola több: Interjú Szakál Ádám piarista tartományfőnökkel. Magyar Kurír (2020. október 15.)
- Trauttwein Éva:  Ne vegyük el a fiataloktól az élet örömét: Szakál Ádám a magyar piaristák múltjáról és jelenéről. Magyar Kurír (2021. április 19.)
- Borsodi Attila:  A piaristák a hagyományt őrizve alkalmazkodnak a változó világhoz: A rend iskoláiban a nehézségekkel szembenézve teret adnak a pedagógiai újításoknak is.  Magyar Nemzet,  LXXXV. évf.  269. sz. (2022. november 18.)
- Szűcs András:  Páratlanul gazdag a történelmünk, de nem szabad, hogy ez gőggel töltsön el bennünket. Heti Válasz (2022. november 23.)